# Sidney Jones (giocatore di football americano)
Sidney Jones IV (Diamond Bar, 21 maggio 1996) è un giocatore di football americano statunitense che milita nel ruolo di cornerback per i Cincinnati Bengals della National Football League (NFL).

## Carriera

### Philadelphia Eagles
Jones fu scelto nel corso del secondo giro (43º assoluto) del Draft NFL 2017 dai Philadelphia Eagles. Nella sua stagione da rookie, in cui gli Eagles vinsero il Super Bowl LII, non scese mai in campo per un infortunio al tendine d'Achille. Nella seconda stagione disputò come titolare le prime sei partite ma successivamente continuò ad essere tormentato dagli infortuni.
Nella settimana 2 della stagione 2019 Jones mise a segno il primo intercetto in carriera su Matt Ryan degli Atlanta Falcons. Fu svincolato il 5 settembre 2020.

### Jacksonville Jaguars
L'8 settembre 2020 Jones firmò con i Jacksonville Jaguars. Nella settimana 5 fece registrare un intercetto su Deshaun Watson nella sconfitta contro gli Houston Texans. Il 16 marzo 2021 firmò un nuovo contratto con i Jaguars.

### Seattle Seahawks
Il 31 agosto 2021 Jones fu scambiato con i Seattle Seahawks per una scelta del sesto giro del Draft 2022. Il 14 marzo 2022 firmò un rinnovo contrattuale di un anno del valore di 3,6 milioni di dollari.
Il 1º novembre 2022 Jones fu svincolato dai Seahawks.

### Las Vegas Raiders
Il 7 novembre 2022 Jones firmò per i Las Vegas Raiders. Terminò la stagione giocando 7 partite con i Raiders, di cui 2 da titolare, e 7 tackle. 

### Cincinnati Bengals
Il 27 marzo 2023 Jones firmò un contratto annuale con i Cincinnati Bengals. Non rientrò nel roster attivo definito prima dell'inizio della stagione e il 29 agosto 2023 fu svincolato e poi contrattualizzato con la squadra di allenamento il giorno successivo.

## Statistiche

### Stagione regolare
| Stagione | Stagione | Stagione | Stagione | Difesa  | Difesa  | Difesa  | Difesa  | Difesa |      | Fumble | Fumble |
| Anno     | Squadra  | P        | PT       | T. tot. | T. sol. | T. ass. | P. dev. | Int.   | Fum. | FF.    |        |
| -------- | -------- | -------- | -------- | ------- | ------- | ------- | ------- | ------ | ---- | ------ | ------ |
| 2017     | PHI      | 1        | 0        | 2       | 2       | 0       | 0       | 0      | 0    | 0      |        |
| 2018     | PHI      | 9        | 4        | 25      | 21      | 4       | 0       | 0      | 0    | 0      |        |
| 2019     | PHI      | 12       | 4        | 23      | 19      | 4       | 8       | 2      | 0    | 0      |        |
| 2020     | JAC      | 9        | 6        | 26      | 21      | 5       | 9       | 2      | 0    | 1      |        |
| 2021     | SEA      | 16       | 11       | 66      | 45      | 21      | 10      | 0      | 0    | 0      |        |
| 2022     | SEA      | 3        | 0        | 5       | 4       | 1       | 0       | 0      | 0    | 0      |        |
| 2022     | LV       | 7        | 2        | 7       | 3       | 4       | 1       | 0      | 0    | 0      |        |
| Totale   | Totale   | 57       | 27       | 154     | 115     | 39      | 28      | 4      | 0    | 1      |        |

### Playoff
| Stagione | Stagione | Stagione | Stagione | Difesa  | Difesa  | Difesa  | Difesa  | Difesa |      | Fumble | Fumble |
| Anno     | Squadra  | P        | PT       | T. tot. | T. sol. | T. ass. | P. dev. | Int.   | Fum. | FF.    |        |
| -------- | -------- | -------- | -------- | ------- | ------- | ------- | ------- | ------ | ---- | ------ | ------ |
| 2019     | PHI      | 1        | 0        | 0       | 0       | 0       | 0       | 0      | 0    | 0      |        |
| Totale   | Totale   | 1        | 0        | 0       | 0       | 0       | 0       | 0      | 0    | 0      |        |

Fonte: Football Database
In grassetto i record personali in carriera — Statistiche aggiornate alla stagione 2022

## Palmarès
- Super Bowl : 1

Philadelphia Eagles: LII
- National Football Conference Championship: 1

Philadelphia Eagles: 2017